# Amphoe Non Narai
Amphoe Non Narai (Thai: อำเภอ โนนนารายณ์) ist ein Landkreis (Amphoe – Verwaltungs-Distrikt) in der Provinz Surin. Die Provinz Surin liegt in der Nordostregion von Thailand, dem so genannten Isan.

## Geographie
Amphoe Non Narai grenzt an die folgenden Distrikte (von Süden im Uhrzeigersinn): an die Amphoe Samrong Thap, Sanom und Rattanaburi in der Provinz Surin, sowie an Amphoe Mueang Chan der Provinz Si Sa Ket.

## Geschichte
Non Narai wurde am 1. Juli 1997 zunächst als „Zweigkreis“ (King Amphoe) eingerichtet, indem fünf Tambon vom Amphoe Rattanaburi separiert wurden.
Am 15. Mai 2007 hatte die thailändische Regierung beschlossen, alle 81 King Amphoe in den einfachen Amphoe-Status zu erheben, um die Verwaltung zu vereinheitlichen.
Mit der Veröffentlichung in der Royal Gazette „Issue 124 chapter 46“ vom 24. August 2007 trat dieser Beschluss offiziell in Kraft.

## Verwaltung

### Provinzverwaltung
Der Landkreis Non Narai ist in fünf Tambon („Unterbezirke“ oder „Gemeinden“) eingeteilt, die sich weiter in 68 Muban („Dörfer“) unterteilen.
| Nr. | Name       | Thai     | Muban | Einw. |
| --- | ---------- | -------- | ----- | ----- |
| 1.  | Nong Luang | หนองหลวง | 08    | 5.804 |
| 2.  | Kham Phong | คำผง     | 12    | 6.140 |
| 3.  | Non        | โนน      | 15    | 6.002 |
| 4.  | Rawiang    | ระเวียง   | 13    | 8.770 |
| 5.  | Nong Thep  | หนองเทพ  | 20    | 8.751 |

### Lokalverwaltung
Es gibt fünf „Tambon-Verwaltungsorganisationen“ (องค์การบริหารส่วนตำบล – Tambon Administrative Organizations, TAO) im Landkreis:
- Nong Luang (Thai: องค์การบริหารส่วนตำบลหนองหลวง)
- Kham Phong (Thai: องค์การบริหารส่วนตำบลคำผง)
- Non (Thai: องค์การบริหารส่วนตำบลโนน)
- Rawiang (Thai: องค์การบริหารส่วนตำบลระเวียง)
- Nong Thep (Thai: องค์การบริหารส่วนตำบลหนองเทพ)